# Nieuw-Santander

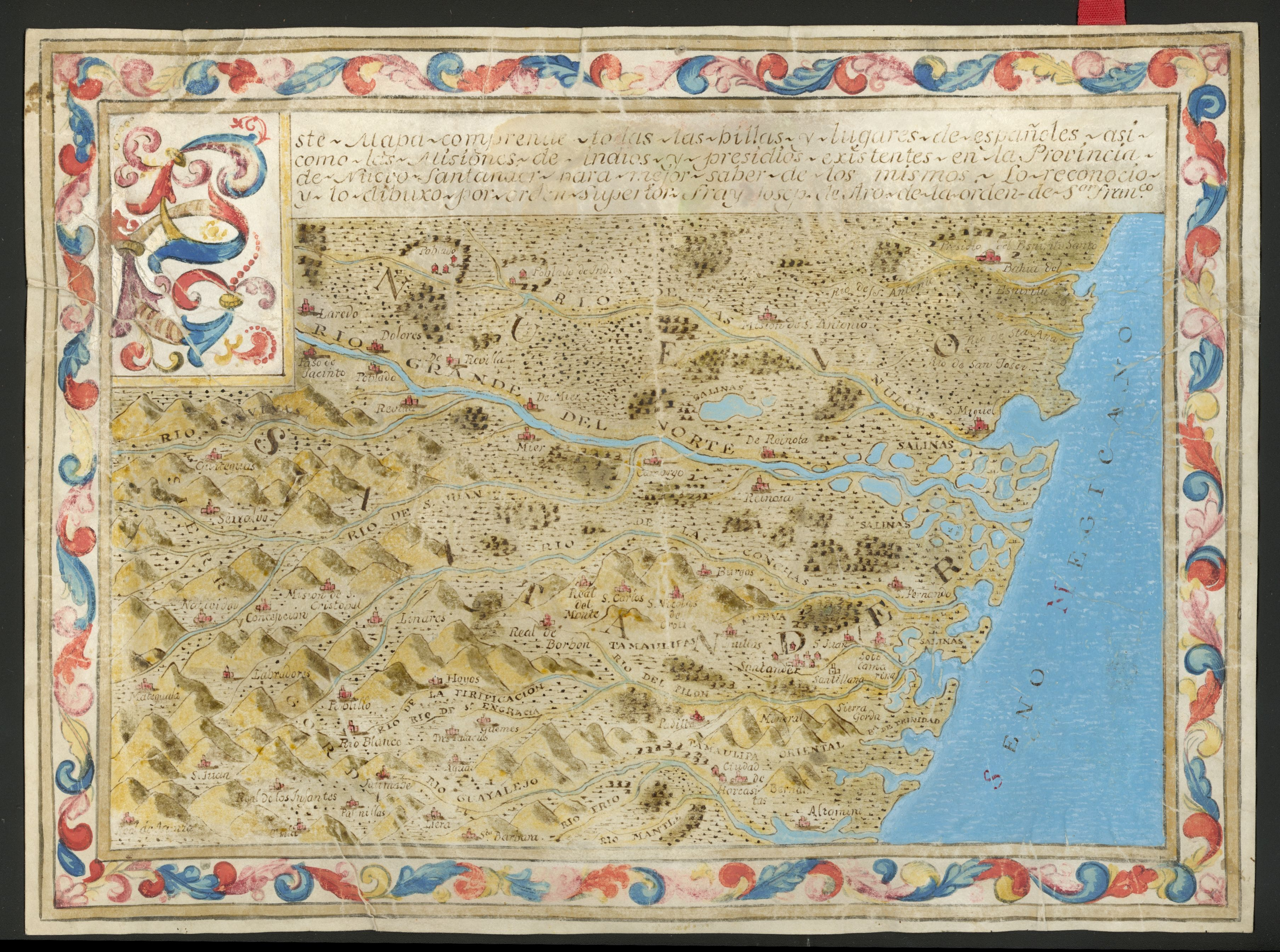
Joseph de Haro, Este Mapa [Nuevo Santander Mexico], c. 1770

Nieuw-Santander (Spaans: Nuevo Santander) was een provincie van het Spaanse onderkoninkrijk Nieuw-Spanje. Nieuw-Santander was gelegen in het noordoosten van het huidige Mexico en besloeg ruwweg de huidige deelstaat Tamaulipas en delen van Texas. De hoofdstad was Santa María de Aguayo.
De provincie werd in 1746 gesticht door José de Escandón, die het naar zijn geboorteplaats Santander noemde. Vanaf 1777 maakte Nieuw-Santander deel uit van de oostelijke groep van de Interne Provinciën, het militaire grensgebied van de Spaanse kolonie. In 1824, na de proclamatie van de republiek in Mexico, werd Nieuw-Santander hernoemd tot Tamaulipas en werd het een staat van Mexico.